# Bixr ibn al-Walid
Bixr ibn al-Walid ibn Abd-al-Màlik fou un príncep omeia, un dels nombrosos fills del califa Al-Walid I, i germà dels califes Yazid III i Ibrahim.
Va dirigir diverses expedicions militars vers 710-711. El 714 el seu pare el va nomenar emir del pelegrinatge. No torna a aparèixer a les fonts fins al 743/744 quan es va veure embolicat a la conspiració contra el seu cosí Al-Walid II, dirigida pel seu germà Yazid ibn al-Walid (aquest va tenir el suport de fins a tretze germans seus) que va pujar al tron efímerament com Yazid III.
El 744 era governador de Kinnasrin quan Marwan ibn Muhàmmad, governador d'Armènia i Mesopotàmia es va revoltar contra el successor de Yazid III, Ibrahim ben al-Walid. La guarnició kaysita de Kinnasrin es va declarar pel rebel i va lliurar Bixr (i el seu germà Masrur) a Marwan, i fou empresonat. Segurament va morir a presó en data desconeguda.